# 제169보병연대
제169보병연대, 비룡부대는 평택시 고덕면 율포리에 있었던 대한민국 육군의 연대급 보병부대 중 하나이다.

## 역사
1975년 9월에 제63훈련단 소속부대로서 김포시에서 창설되었다.
1981년 5월에 평택시 고덕면 율포리로 이사하여 제99여단로 전속하였고, 이듬해 1982년 8월 16일에 제99여단이 제51향토사단으로 재편성되었다.
2004년 8월, 책임지역 중 하나인 궁평리가 제168보병연대로 넘겨졌다.
백두산 호랑이 체계의 일부인 모듈려 여단 편제를 적용하기 위한 첫 단계인 여단으로의 변환에 따라 2020년 11월 30일에 해체되고, 제169보병여단이 창설되었다.

## 대대
1. 제1대대, 팽성읍 남산리
1975년 3월 1일, 제8사단 16연대 1대대로 창설되어 1975년 11월에 제99여단으로 전속하였다.
2. 제2대대, 우정읍 멱우리
1975년 3월 1일 제99여단 2대대로 창설되었다. 1982년 8월 16일에 제51사단이 창설되었을 때, 제169연대로 전속하였다.
3. 제3대대, 평택시 이충동
1975년 9월 10일, 연대의 제1대대로 창설되었다. 1981년 5월 1일, 연대가 제99여단로 전속할 때 서수가 3으로 바뀌었다.
4. 제4대대, 고덕면 두릉리
1975년 9월 10일, 연대의 10중대로 창설되었다. 1981년 5월 1일, 연대가 제99여단로 갔을 때, 제4대대로 증편되었다.

## 소속
1. 제63훈련단, 1975년 9월
2. 제99여단, 1981년 5월
3. 제51향토보병사단, 1982년 8월 16일

## 같이 보기
- 대한민국 육군의 연대 목록

## 참고
1. ↑  “육군 일반명령 제13호”. 대한민국 육군.

- “육군 제169보병연대”. 평택시史. 2021년 2월 24일에 확인함.